# Eupyrrhoglossum venustum
Eupyrrhoglossum venustum Rothschild & Jordan, 1910 è un lepidottero appartenente alla famiglia Sphingidae, diffuso in America meridionale.

## Descrizione

### Adulto
È simile ad E. sagra, ma l'ala anteriore mostra sette linee nere trasversali comprese tra la zona basale e la nervatura CuA1; inoltre la banda gialla sull'ala posteriore ha contorni diffusi e non netti.

L'ala anteriore è più robusta e sviluppata di quella posteriore, e mostra una colorazione di fondo tra il grigio plumbeo ed il marrone; si nota pure una banda nera trasversale, con andamento zigzagante, in posizione subterminale. Nella femmina è dominante la tonalità marrone. La pagina inferiore è marrone spento, tendente al grigio nella zona basale, per il maschio, e nocciola tendente al biancastro nella zona basale, per la femmina.

L'ala posteriore è grigiastra a parte la suddetta banda gialla, che qui è più pallida rispetto alle due specie congeneri, e tende ad allargarsi in prossimità del margine anteriore. la pagina inferiore è marroncina distalmente e grigiastra a livello basale nei maschi, color nocciola distalmente e biancastra nell'area basale nelle femmine.

Il capo è provvisto di cresta mediana meno pronunciata che in E. sagra, così come il torace; gli occhi sono molto sviluppati.

Le antenne sono sottili, non clavate, leggermente uncinate alle estremità ed hanno una lunghezza pari a circa la metà della costa; l'ultimo antennomero è cilindrico.

Nel maschio il torace è dorsalmente grigio plumbeo, più scuro ai lati, ma molto pallido ventralmente; nella femmina è invece marrone nel recto e biancastro nel verso; le stesse variazioni si estendono anche all'addome, che però ventralmente risulta chiaro solo per la metà anteriore, ed è provvisto di due ciuffi laterali terminali piuttosto squadrati.

L'apertura alare è di 31 mm.

### Larva
Il bruco è verde e cilindrico; è presente il cornetto caudale sull'ottavo urotergite.

### Pupa
Le crisalidi appaiono nere, lucide, con iridescenze di colore arancione scuro; si rinvengono entro bozzoli posti a scarsa profondità nella lettiera del sottobosco. La fase pupale dura circa quindici giorni.

## Distribuzione e habitat

Localizzazione geografica del Brasile, locus typicus della specie

L'areale di questo taxon è incluso all'interno dell'Ecozona neotropicale, comprendendo il Venezuela,  il Brasile (locus typicus) ed il Perù.
L'habitat è rappresentato da foreste tropicali e sub-tropicali, dal livello del mare fino a modeste altitudini.

## Biologia
Durante l'accoppiamento, le femmine richiamano i maschi grazie ad un feromone rilasciato da una ghiandola, posta all'estremità addominale.

### Periodo di volo
Gli adulti sono rinvenibili durante tutto l'anno.

### Alimentazione
I bruchi attaccano le foglie di membri delle Rubiaceae Juss., tra cui:
- Chomelia spinosa Jacq.
- Guettarda macrosperma Donn. Sm.

## Tassonomia

### Sottospecie
Non sono state individuate sottospecie.

### Sinonimi
Non sono stati riportati sinonimi.